# Regimentul II de Graniță de la Năsăud
Regimentul II de Graniță de la Năsăud sau Regimentul al doilea de infanterie al grănicerilor valahi nr. 17  de la Năsăud (2. Walachen Grenzinfanterieregiment), denumit din anul 1848 și Regimentul II nr. 17 grăniceri români,  a fost o unitate militară a armatei austriece din Transilvania în secolele al XVIII-lea și al XIX-lea, constituită aproape integral din românii originari din aceste locuri. 
Regimentul a fost înființat la 12 aprilie 1762 (după unele surse la 16 aprilie 1762), în urma unui decret imperial emis de împărăteasa Austriei, Augusta Maria Theresia, care prevedea înființarea „milițiilor de graniță”, adică Graniței Militare din Transilvania (în germană Siebenbürgische Militärgrenze), instituită  de autoritățile imperiale drept cordon sanitaire la frontiera sudică a Principatului Transilvania. În Transilvania urmau să fie înființate astfel două regimente de grăniceri români, două regimente de grăniceri secui, un regiment de dragoni români și un regiment de husari secui. Regimentul II  grăniceri români de la Năsăud a fost înființat împreună cu regimentul de dragoni români, recrutați din aceeași zonă. 
În cel de-al treilea deceniu de domnie al împărătesei Maria Terezia, Curtea de la Viena a decis înființarea regimentelor grănicerești în Transilvania. Pentru ducerea la îndeplinire a misiunii a fost însărcinat la data de 5 iulie 1761 generalul de cavalerie Adolf Nikolaus von Buccow, al cărui proiect a fost aprobat de împărăteasă în 16 aprilie 1762.

## Două regimente militare la Năsăud
În luna august 1762, lt.colonelul Georg Raschütz, a fost numit comandant al Regimentului 2 grăniceresc românesc („2. Walachen - Grenzinfanterieregiment”), iar lt.colonelul Johann Dambrowka, comandantul Regimentului de dragoni de graniță români  (“Wallachisches  Grenz-Dragoner-Regiment”), ambele avand garnizoana la Năsăud (“Naszeud”).
Regimentul românesc de dragoni a adoptat noile uniforme în anul 1764. La început a fost prevăzută o uniformă albastră, purtată de ofițeri dar și de o parte a gradelor inferioare (subofițeri, trompetiști) în timp ce cea mai mare parte a trupei trebuia să poarte, chiar și la ținuta oficială, uniforme confecționate din stofă de casă. Aceste uniforme erau de culoare alb-cenușie și aveau guler, manșete și poale răsfrânte din postav roșu. 
Într-un raport din anul 1766, se preciza: „Cu prilejul unei vizite prin țară, ceea ce m-a surprins la regimentul valah de dragoni ușori a fost că o parte a acestuia – și anume cele două companii din regiunea Rodna – erau îmbrăcate în albastru și echipate după modelul german, spre deosebire de cele din Făgăraș care, nu numai că erau cu totul neechipate, ci abia dacă un sfert din ele erau călări, și aceasta în condiții cât se poate de proaste. Felul echipamentului albastru adoptat este în contradicție cu condiția acestor grăniceri și permite să se observe că cei deja echipați nu întrețin pe cei care, în prezent, nu sunt echipați, iar echipamentul nu și-l vor putea procura niciodată”. După acesta s-a introdus o uniformă din stofă de casă maro-închis, cu semne distinctive roșu-carmin, nasturi galbeni și pălărie. Astfel, în decurs de cinci ani au fost adoptate trei uniforme total diferite. În cele din urmă, în 1771, datorită greutăților ivite, mai ales în privința echipării și în ciuda tuturor eforturilor făcute, Regimentul român de dragoni a trebuit desființat. Din cauza greutăților apărute în organizarea și echiparea Regimentului grăniceresc de dragoni românesc, i-au fost reduse efectivele în 1764, iar câțiva ani mai târziu, în anul 1771, a fost desființat, grănicerii călări fiind transferați astfel la regimentul de infanterie năsăudean sau la alte unități militare de graniță.
Numele Regimentului II grăniceri valahi de la Năsăud purta numele, în limba germană, în original, „2. Walachen Grenzinfanterie Regiment”. În urma Marii Adunări Naționale de la Blaj din 3/15 mai 1848, în care la punctul 1 al proclamației, națiunea română cerea ca să fie numită și cunoscută drept "...români, iar nu ólah, walach și vloch", regimentul a primit numele de Regimentul II grăniceri români (la fel și celelalte două regimente românești de graniță - Regimentul I grăniceri români de la Orlat și Regimentul 13 grăniceri români de la Caransebeș).

## Organizarea și zona de recrutare
Regimentul de grăniceri a fost organizat în 12 companii, fiecare având baza de recrutare în sate bine stabilite. Arealul de recrutare a regimentului avea o suprafață de 3.195 kmp de pe actualul teritoriu al județului Bistrița-Năsăud.
Zonele de recrutare ale celor 12 companii erau următoarele:
- Compania a 1-a – Monor, Gledin, Rușii Munți, Morăreni
- Compania a 2-a – Budacul Român, Sântioana, Mărișelu, Ragla, Șieuț
- Compania a 3-a – Prundu Bârgăului, Tiha Bârgăului, Mureșenii Bârgăului, Bistrița Bârgăului
- Compania a 4-a – Josenii Bârgăului, Susenii Bârgăului, Mijlocenii Bârgăului, Rusu Bârgăului
- Compania a 5-a – Rodna, Șanț, Ilva Mare, Maieru, Coșna
- Compania a 6-a – Sângeorz-Băi, Măgura, Poiana Ilvei
- Compania a 7-a – Telciu, Ilva Mică, Leșu
- Compania a 8-a – Rebrișoara, Rebra Mare, Parva, Nepos
- Compania a 9-a – Năsăud, Salva
- Compania a 10-a – Telciu, Romuli, Bichighiu, Coșbuc
- Compania a 11-a – Zagra, Suplai, Poienile Zagrei, Găureni
- Compania a 12-a – Mocod, Mititei, Runc

## Obligațiile militarilor grăniceri
Obligațiile grănicerilor erau de a apăra pe timp de pace granița Transilvaniei, inclusiv cu rol sanitar, în caz de carantină împotriva unor boli infecto-contagioase (ciumă, holeră etc.), iar pe timp de război să participe la lupte împreună cu armata regulară austriacă, acolo unde ar fi fost trimiși.
Grănicerii erau oameni liberi, neplătitori de taxe, în schimbul serviciului militar pe care îl prestau. Înrolarea în regimentele de grăniceri a fost condiționată de austrieci, la un moment dat, de trecerea obligatorie la religia greco-catolică.
Sediul comandantului regimentului a fost stabilit la Năsăud.

## Drapele
Regimentul II (nr. 17) grăniceri români de la Năsăud avea un drapel pe care era reprezentat vulturul imperial austriac. Pe el era înscrisă deviza regimentului: „Virtus Romana Rediviva”. Deviza aceasta a fost înscrisă și pe drapelele batalioanelor regimentului, pe drapelul Institutului militar național năsăudean și pe toate sigiliile oficiale ale regimentului.
Deviza batalionului I din acest regiment era „Pro Imperatore, honor et gloria”, iar a batalionului II „Perpetua fidelis”. Devizele erau scrise cu litere de aur pe eșarfa drapelului.
La 20 mai 1852 drapelul Batalionului I din cadrul Regimentului al II-lea Grăniceresc Român de la Năsăud a fost decorat cu medalia de aur pentru meritele avute în reprimarea revoluției pașoptiste. Evenimentul a avut loc la Klagenfurt, în Austria, unde se afla pe atunci staționată această unitate militară. Distincția i-a fost acordată pentru "statornicie în jurământul depus la 1848", pentru loialitatea față de împăratul Francisc Iosif I și Curtea de la Viena.

## Comandanți
- Vicecolonel (echivalentul gradului de locotenent-colonel de azi) Georg von Raschutz (1762- 15 martie 1764)
- Vicecolonel Carl baron von Enzenberg (16 martie 1764 - 1777)
- Vicecolonel von Schlaun (temporar)
- Vicecolonel von Heydendorf (1787-?)
- Vicecolonel Ferdinand von Szecsen (1805-1809)
- Colonel Gottlieb Betzmann (1809-1811)
- Colonel Ignatz Lenk von Treuenfeld (1811-1813)
- Colonel Johann Kreiter (1813-1816)
- Vicecolonel Anton von Zatetzki (1816-1828)
- Vicecolonel Joseph Ritter von Lebzeltern (1828-1830)
- Vicecolonel Franz von Harting (1830-1832)
- Vicecolonel Franz Hermann von Heldenberg (1832-1835)
- Colonel Simon Stekovich (1835-1838)
- Colonel Rudolf Luxetich von Lichtenfeld (1838-1844)
- Colonel Alexander baron Jovich (1844-1848)
- Vicecolonel Carl Urban (1848-1850)
- Vicecolonel Carl Reininger (1848)
- Colonel Anton von Szabo (1850-1851)

## Uniforma
În timp, uniforma regimentului s-a modificat, în funcție de ceea ce prevedeau regulamentele armatei austriece.
În anul 1762 uniforma grănicerilor năsăudeni era următoarea: 
- ceacou⁠(en)[traduceți] (un fel de chipiu mai înalt) înalt de 8 țoli, sus puțin îndoit și de aceeași lățime ca jos
- un guler căptușit cu piele cu o cataramă galbenă și vipușcă albă
- Un veston verde foarte deschis din pânză de țară necăptușită, cu nasturi mici glabeni cusuți la mâneci, cu guler roșu-aprins, cu nasturi ale căror bascuri erau din aceeași pânză identică cu modelul introdus în armatele germane și care se închide complet
- un pieptar din stofă țărănească, cu tăietură la mâneci și nasturi mici, căptușit cu pânză proprie
- un pantalon alb din pânză proprie, necăptușit, tivit cu șnur din lână sau pânză roșie, ce iese în evidență.
- încălțăminte neagră, care se leagă în față, după modelul purtat de infanteria ungară
- o raniță din piele aspră de vițel, eventual din pânză de țară sau din pânză rezistentă
- cartușiera era purtată de o curea semilată, de la umărul stâng spre partea dreaptă, de ea fiind atașat cornul cu praf de pușcă
- părul grănicerilor trebuia lăsat lung, pentru a putea fi prins lateral lângă urechi și în spate, într-o coadă simplă.

În anul 1767 se modifică regulamentele armatei austriece, câte două regimente primind petlițe de culoare identică. Diferențierea între cele două regimente urma a se face după culoarea nasturilor și a fireturilor (aurii sau argintii). 
În anul 1769 regulamentele privind uniformele se modifică din nou. Uniforma grănicerilor năsăudeni urma să arate astfel: 
- caschetă (chipiu) din piele neagră, cu partea din față croită rotund în sus, pe care se află o placă de alamă cu inițialele imperiale (k.k. =  kaiserliche-konigliche, adică cezaro-crăiești). La soldați trebuia să fie încadrată de o tresă albă, la subofițeri de una argintie. Pe partea stângă era prinsă o cocardă galben-neagră, iar deasupra acesteia un pampon galben.
- mantaua urma să fie din postav negru (de unde vine și numele de „cătanele negre”), închisă cu zece nasturi, cu gulerul îndoit, petlițele croite ascuțit, de culoare verde-papagal, ca și căptușeala. Pantalonii erau model ungar, cu șnur verde-papagal. Sabia se purta încinsă peste mijloc, peste manta. Cartușiera și ranița din piele de vițel se purtau în cruce peste umeri.
În 1770 s-a ordonat ca grănicerii să poarte mantii și pantaloni de culoare albă.
În anul 1807 s-a introdus însemnul pentru veterani. Acesta avea două categorii, pentru 14 ani de serviciu, având forma ovală, iar pentru 20 ani de serviciu, având formă hexagonală, în plus, însemnul purta și inscripția „Veteranis”.
În anul 1808 se modifică din nou uniforma grănicerilor năsăudeni. Noile regulamente prevăd ca uniforma lor să arate astfel: 
- ceaucou, veston negru-maro, după croiala infanteriei, vestă albă, pantalon albastru, model unguresc, prinși cu curea în talie, cravată neagră, bonetă din postav.
- pe timp de pace mantaua nu era obligatorie
- curelăria își schimbă culoarea din albă în neagră.

Conform reglementărilor din 1768, grănicerii trebuiau să aibă două uniforme: „Feldmontur” (ținuta de campanie) destinată a fi purtată atunci când plecau la război și „Hausmontur” (ținuta de serviciu) pe care grănicerii o purtau pe frontieră.   
„Feldmontur” era asemănătoare ținutelor regimentelor ungurești din armata regulată. Tunica („Rock”) era confecționată din stofă albă, încheiată la un rând de 11 nasturi, din metal alb sau galben, specific fiecărui regiment, guler răsfrânt și manșete ascuțite, de culoarea specifică a unității, pe manșete fiind aplicată broderia ungurească specifică, numită „Bärentatzen”, din bumbac alb. Poalele tunicii erau răsfrânte lăsând la vedere căptușeala de culoarea distinctivă a regimentului. Pantalonii erau tot din postav alb, strânși pe pulpă dar, după modelul costumului croat, mai largi pe coapse, ornați pe partea laterală cu un găitan în culoarea distinctivă a regimentului. Ghetele erau de model unguresc, negre, încheiate cu șireturi. Drept coifură era purtat un  „Klobuk” de formă cilindrică, din fetru negru. Ranița era confecționată din piele de vițel și era purtată pe șoldul stâng, suspendată de o curea în bandulieră. Pe raniță era rulată pelerina caracteristică din postav roșu. Începând cu 1769 subofițerii și ofițerii nu au mai fost înarmați spontoane, halebarde și pertuizane, rangul fiind indicat prin bastoane cu dragoane de diferite modele, precum și eșarfe cu ciucuri din fir auriu, în cazul ofițerilor. 
Ținuta de serviciu, „Hausmontur”, consta dintr-un amestec de stiluri, regulamentar și tradițional. Tunica pentru această ținută era confecționată din stofă de casă de culoare maro închis, încheiată la un rând de nasturi, cu poalele răsfrânte pentru a semăna cu tunica regimentelor de linie. Manșetele erau ascuțite, fără ornament, în culoarea distinctivă a regimentului. Pantalonii erau de model croat, confecționați din stofă albă de casă, fiind purtați, cel mai adesea, cu opinci și obiele groase din stofă. În cazul regimentelor transilvănene, secuiești și românești, ținuta era puțin diferită. Haina era lungă până la genunchi, din stofă de casă de culoare neagră, prevăzută cu glugă, ornată cu manșete de culoare distinctivă, cravată de culoare neagră. Această ținută s-a impus și a rămas în conștiința contemporanilor chiar și după ce uniformele grănicerești au suferit o serie de modificări, apropiindu-se și mai mult de cele ale trupelor de linie. 
Printr-o circulară din 24 aprilie 1814, emisă de vicarul greco-catolic al Rodnei, Părintele Ioan Nemuș, referindu-se la costumele pe care trebuiau să le poarte cântăreții și „mirenii” apropiați de biserică, atunci când participau la slujbele religioase, se preciza că aceștia trebuiau să aibă „suman negru și lung ca al militarilor grănițeni și ceva mai scurt ca al preotului; cămașa scurtă și băgată în cioareci, părul dinainte rătunzit și pieptănat, dinapoi mai lung; pieptul închis și la grumăzi năframă neagră. Acesta este portul grănițeresc.” (o anumită "modă civilă" patriotic impusă locuitorilor Țării Năsăudului)

## Scurtă istorie
Prima oară jurământul de credință al grănicerilor năsăudeni față de împărăteasa Maria Theresia era planificat să fie depus la data de 10 mai 1763. Din cauza revoltei de la Salva, ceremonialul a fost amânat și reluat cu succes doar pe data de 21 iunie 1763.
La 15 august 1769 Regimentul II grăniceri români de la Năsăud primea și numărul 17 în denumirea sa, conform noilor regulamente austriece, care prevedeau numirea regimentelor în ordinea înființării lor.
În anul 1778 Regimentul II grăniceri năsăudean a primit ordin de mobilizare și a fost trimis să lupte în războiul prusac. El s-a întors din acest război în anul 1779.
În anul 1784 s-a înființat Institutul militar național din Năsăud, unde puteau să învețe 50 băieți și 10 fete. 
După ce în februarie 1788 Iosif al II-lea declară război Imperiului Otoman, regimentul II românesc de graniță va mobiliza două batalioane cu un efectiv de 3420 de oameni. Puse sub comanda colonelului regimentului, Carol Heydendorff, acestea se vor deplasa în Bucovina. În timp ce batalionul al II-lea va asigura serviciul de pază pe cordonul dintre Cernăuți și frontiera transilvană, primul batalion de grăniceri va lua parte la luptele propriu-zise. Aceștia vor lupta la Dorohoi, Fălticeni, Baia, Larga, Botoșani, Hârlău și Adjud. Întoarse în Transilvania în 1789, ambele batalioane de grăniceri năsăudeni li se vor opune cu succes turcilor în Pasul Bran. De aici, regimentul fost trimis în Muntenia, unde va participa la luptele de la Giurgiu. Regimentul s-a întors la Năsăud în anul 1791, după ce pierduse în campania împotriva turcilor 1.218 oameni. În anul 1793 regimentul a fost din nou mobilizat și trimis la război împotriva armatelor revoluționare franceze. A participat la campania din Germania și din Italia, de unde s-a întors în anul 1801. Pierderile suferite în aceste campanii au fost de 1.534 oameni. În anul 1805 regimentul năsăudean a fost trimis să lupte împotriva armatelor napoleoniene, întorcându-se la acasă în anul 1806.
În anul 1809 un batalion al regimentului din Năsăud este trimis din nou să lupte împotriva armatei napoleoniene. Din această campanie batalionul s-a întors în anul 1810.
În anul 1812 întreg regimentul II a fost din nou mobilizat împotriva Franței și trimis la război, întorcându-se acasă în anul 1814. În anul 1815 un batalion al regimentului a fost trimis din nou, la război, împotriva armatei napoleoniene, ca urmare a revenirii împăratului Napoleon din exilul de pe insula Elba. Grănicerii năsăudeni s-au repatriat în anul 1816. Împreună cu pierderile din campania anterioară, regimentul a pierdut în total 386 oameni. În 1846 un batalion al regimentului a fost pornit spre Galiția, ca urmare a răscoalei țăranilor polonezi, de unde s-a întors un an mai târziu, în 1847.
În anul 1848, ca urmare a izbucnirii revoluției din Transilvania, populația din districtul grănicereasc declară la Năsăud că rămâne fidelă împăratului Austriei și că va lupta împotriva revoluționarilor maghiari din Transilvania și Ungaria. Un batalion al regimentului a fost atras în Ungaria de reprezentanții guvernului maghiar, în încercarea de a-l face să se alăture revoluției ungare, lucru care nu s-a reușit. Celelalte două batalioane ale regimentului au participat la luptele din Transilvania duse împotriva armatei revoluționare maghiare. Aproape pe tot parcursul revoluției pașoptiste din Transilvania, un pluton al regimentului a participat la apărarea cetății din Alba Iulia.
În anul 1851 toate regimentele de grăniceri din Transilvania au fost desființate, iar 
regimentul II grăniceri români nr. 17 de la Năsăud a fost transformat în Regimentul nr. 50 cezaro-crăiesc de Infanterie de Linie și mutat la Alba-Iulia. (enciclopediaromâniei.ro)